# Бегство капитала
Бегство капитала (англ. capital flight) — стихийный, не регулируемый государством вывоз капитала юридическими и физическими лицами за рубеж, в целях более надёжного и выгодного их вложения, а также для того, чтобы избежать их экспроприации, высокого налогообложения, потерь от инфляции.
Не следует путать бегство капитала и вывоз (экспорт) капитала. Большие объемы вывоза капитала характерны для всех стран с положительным сальдо торгового баланса и напрямую от него зависят. К примеру, в Китае вывоз капитала достигает 1 трлн долларов в год. 

## В России
Чл.-корр. РАН сотрудник института экономики СО РАН В. И. Суслов отмечал, что работая с конкретными моделями материально-финансового баланса с целью дать оценку реального состояния дел в экономике России в 1990-е годы ими были определены огромные финансовые ресурсы, образующиеся на территории страны, которые «куда-то бесследно исчезают», учёные констатировали в платежном балансе России огромные, неконтролируемые оттоки капитала за рубеж, которые измерялись десятками миллиардов долларов ежегодно.
По словам председателя Центробанка С. М. Игнатьева, из России в 2012 году было вывезено 57 млрд долларов США. Оценка утечки капитала сильно зависит от методики определения, так, если применить методику компании Эрнст и Янг, утечка в России оказывается в два раза меньше официальной. По итогам 2013 года отток капитала составил 63 млрд долл..

### Чистый ввоз/вывоз капитала РФ
По данным Центрального банка Российской Федерации:
| Год                | Всего | В том числе: | В том числе:   |
| Год                | Всего | банки        | прочие секторы |
| ------------------ | ----- | ------------ | -------------- |
| 1997 год           | 18,4  | -7,6         | 26,0           |
| 1998 год           | 22,6  | 6,4          | 16,2           |
| 1999 год           | 19,6  | 4,4          | 15,1           |
| 2000 год           | 23,1  | 1,7          | 21,4           |
| 2001 год           | 13,6  | 4,0          | 9,6            |
| 2002 год           | 7,0   | 3,0          | 4,0            |
| 2003 год           | 0,3   | -12,8        | 13,1           |
| 2004 год           | 8,6   | 0,7          | 7,9            |
| 2005 год           | 0,3   | 3,7          | -3,4           |
| 2006 год           | -43,7 | -27,9        | -15,8          |
| 2007 год           | -87,8 | -50,5        | -37,3          |
| 2008 год           | 133,6 | 84,5         | 49,1           |
| 2009 год           | 57,5  | 32,4         | 25,1           |
| 2010 год           | 30,8  | -22,8        | 53,6           |
| 2011 год           | 81,4  | 27,5         | 53,8           |
| 2012 год           | 53,9  | -7,9         | 61,8           |
| 2013 год           | 60,3  | 17,3         | 43,0           |
| 2014 год           | 152,1 | 86,0         | 66,1           |
| 2015 год           | 57,1  | 34,2         | 22,9           |
| 2016 год           | 18,5  | -1,1         | 19,7           |
| 2017 год           | 25,2  | 24,9         | 0,3            |
| 2018 год (прогноз) | 19,2  | 8,8          | 10,4           |
| Итого              | 776,1 | 254,3        | 521,8          |

Суммы в таблице — млрд долларов США. Знак «-» означает ввоз капитала, без знака — вывоз.
Стоит однако отметить, что вывоз капитала не равен бегству капитала, ибо включает в себя законные операции с валютой. К примеру, следующие законные операции юридических или физических лиц ЦБ определяет как вывоз капитала :
- Покупка физлицом — резидентом РФ наличной иностранной валюты
- Открытие/пополнение юридическим/физическим лицом — резидентом РФ счета/депозита в иностранном банке
- Лизинг (финансовый) иностранных воздушных судов российской авиакомпанией
- Реинвестирование прибыли компанией с российскими активами, зарегистрированной за рубежом
- Покупка резидентом РФ облигаций компании с российскими активами, зарегистрированной за рубежом
- Привлечение компанией с российскими активами, зарегистрированной за рубежом, кредита от российского банка
- Погашение просроченной задолженности по процентным платежам по кредиту, привлеченному компанией — резидентом РФ в иностранном банке.
- Покупка юридическим/физическим лицом — резидентом РФ недвижимости за рубежом.
- Несвоевременный возврат валютной выручки на счета банка РФ.

Так же вывозом капитала считается подорожание иностранных активов российских компаний, несвоевременный возврат валютной выручки, которая «не успевает дойти до страны», и свободные средства остаются на счетах за рубежом.. Так же в вывоз включается возврат филиалами иностранных компаний( к примеру банков) денег в материнские компании, 
По мнению главы ЦБ Эльвиры Набиуллиной, показатель чистого оттока капитала «нельзя отождествлять с незаконным вывозом или «бегством» капитала». «Любая страна с положительным сальдо текущего счета платежного баланса в открытой экономике вывозит капитал либо через рост государственных валютных резервов, либо через частный сектор. Поэтому отток капитала — это необязательно плохо, а приток капитала — это не всегда хорошо для экономики», — отмечала она. Показатель платежного баланса «сомнительные операции», который учитывает «имеющие признаки фиктивности операции», в 2017 году (последние доступные данные) составил $0,8 млрд.  При это вывоз капитала за 2018 составил $63,3 млрд.

### 2014—2015 гг.
По оценке Минэкономразвития России, в 2014 отток капитала составит $125 млрд долл. США. По данным ЦБ России, в 2014 отток капитала составил $151,5 млрд долл. На 2015 министерство ожидает его на уровне $93 млрд, а в 2016 — $80 млрд. ЦБ РФ улучшил прогноз по чистому оттоку капитала в РФ в базовом сценарии макроэкономического развития до 85 миллиардов долларов по итогам 2015 года против ранее прогнозируемых 111 миллиардов долларов. Ведущий экономист Всемирного банка по России Биргит Ханзль заявила, что отток капитала из России в 2015 году может составить $113 млрд. Она также отметила, что в следующем году отток капитала из страны может составить $82 млрд при базовом сценарии. В 2017 году, по прогнозу Всемирного банка, отток составит $67 млрд.

### 2022 год
По оценке главы Центробанка РФ Эльвиры Набиуллиной отток капитала — вывод денег по сомнительным, подозрительным основаниям, —   из РФ в 2022 году  оказался «совсем небольшим» и составил порядка $1 млрд.